# Insurrection de Chypre
Décolonisation et guerre froide
L'insurrection de Chypre (grec : Απελευθερωτικός Αγώνας της Κύπρου), aussi appelé Urgence de Chypre (en anglais : Cyprus Emergency), est un conflit militaire s'étant déroulé dans la colonie britannique de Chypre de 1955 à 1959, principalement entre un groupe paramilitaire indépendantiste et les forces britanniques.

## Contexte
Un premier référendum sur le rattachement de l'île à la Grèce est organisé le 15 janvier 1950 dans les églises orthodoxes sans l'autorisation des autorités britanniques. Les Chypriotes grecs se prononcent alors à 95,7 % en faveur du rattachement à la Grèce ; dans l’'immédiat après-guerre, les Britanniques mettent en œuvre une politique répressive envers les partisans de cette union ce qui conduit à une montée rapide des violences dans l'île.

## Déroulement
En 1955, l'Organisation nationale des combattants chypriotes (EOKA), une organisation nationaliste chypriote grecque anticommunisme et pro-grecque, entame une campagne militaire pour lever le contrôle britannique sur l'île de Chypre et pour unir le pays à la Grèce dans ce qu'ils ont appelé l'Énosis.
Une opposition à l'Énosis de la part des Chypriotes turcs a amené la création d'une organisation pour la partition de Chypre, le TMT. Les combats se sont terminés en 1959 avec la signature des accords de Zurich et de Londres, établissant la république indépendante de Chypre, mais sans accorder la partition de Chypre ou son rattachement à la Grèce. Dans le contexte de guerre froide et avec la formation de l'OTAN, les trois États étrangers ayant pris parti au processus (Royaume-Uni, Grèce et Turquie), deviennent conjointement garants de l'équilibre constitutionnel de l'île, et donc de son indépendance.

## Conséquences
Le statu quo est maintenu malgré plusieurs périodes de tension entre Chypriotes grecs et turcs jusqu'à la tentative de coup d'État de 1974 et à l'invasion turque qui s'ensuit.

## Dans les arts et la culture populaire

### Filmographie

#### Cinéma
- 1964 : Dernière Mission à Nicosie réalisé par Ralph Thomas.

### Littérature

#### Roman
- 1962 : The High Bright Sun d'Ian Stuart Black.